# История почты и почтовых марок Камеруна

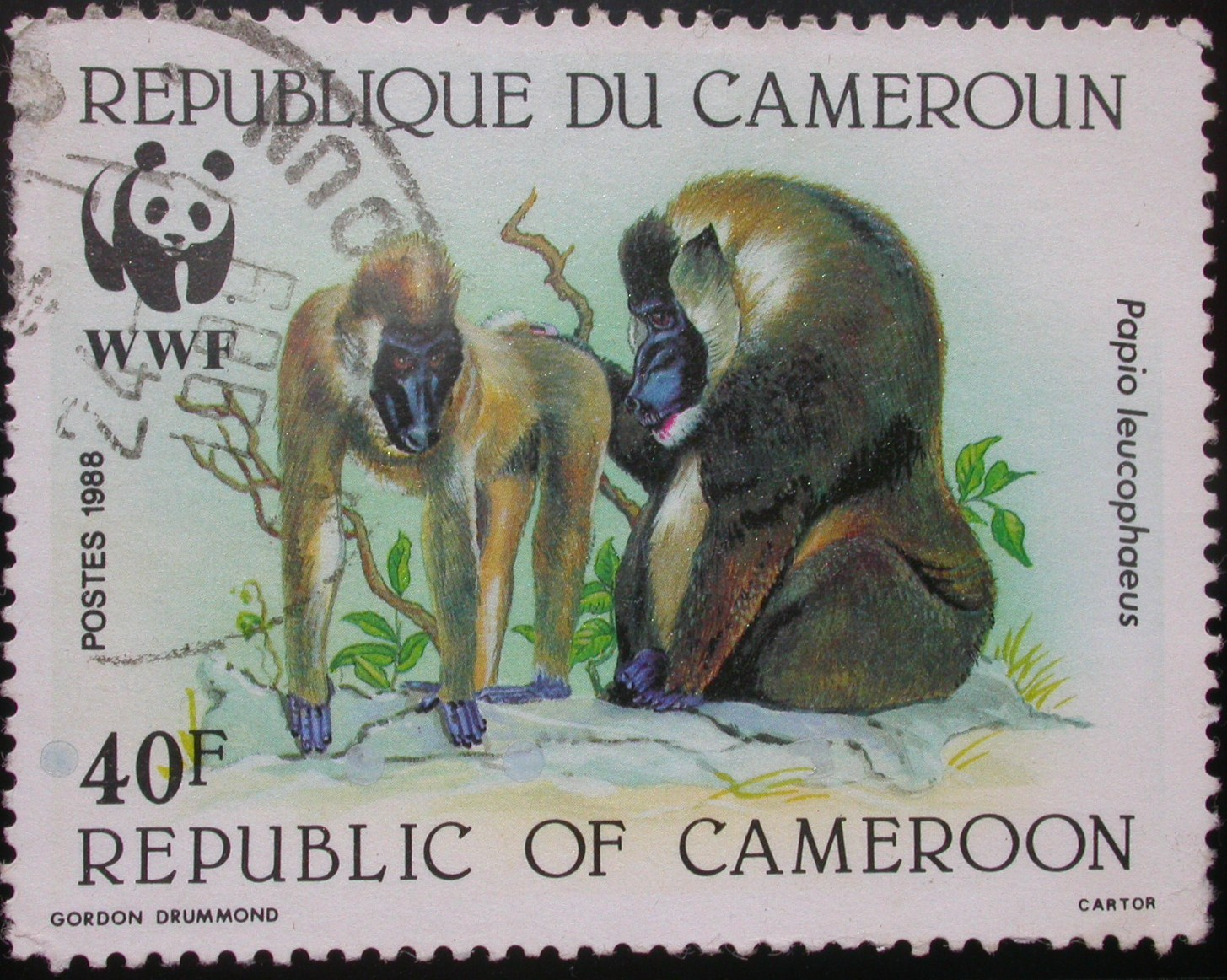
Марка Республики Камерун, 1988 г.

Почтовые марки использовались в Камеруне с девятнадцатого века.

## Германский протекторат

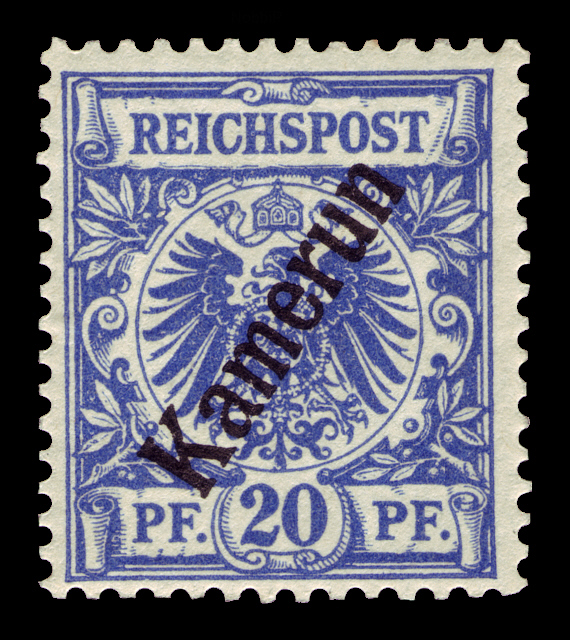
Немецкая колониальная марка Камеруна 1897 года с надпечаткой.

Камерун стал протекторатом Германии в 1884 году и использовал немецкие колониальные марки с надпечаткой Камерун в 1897 году. В 1900 году была выпущена общая для всех немецких колоний серия марок, посвящённая яхтам.

## Французская оккупация

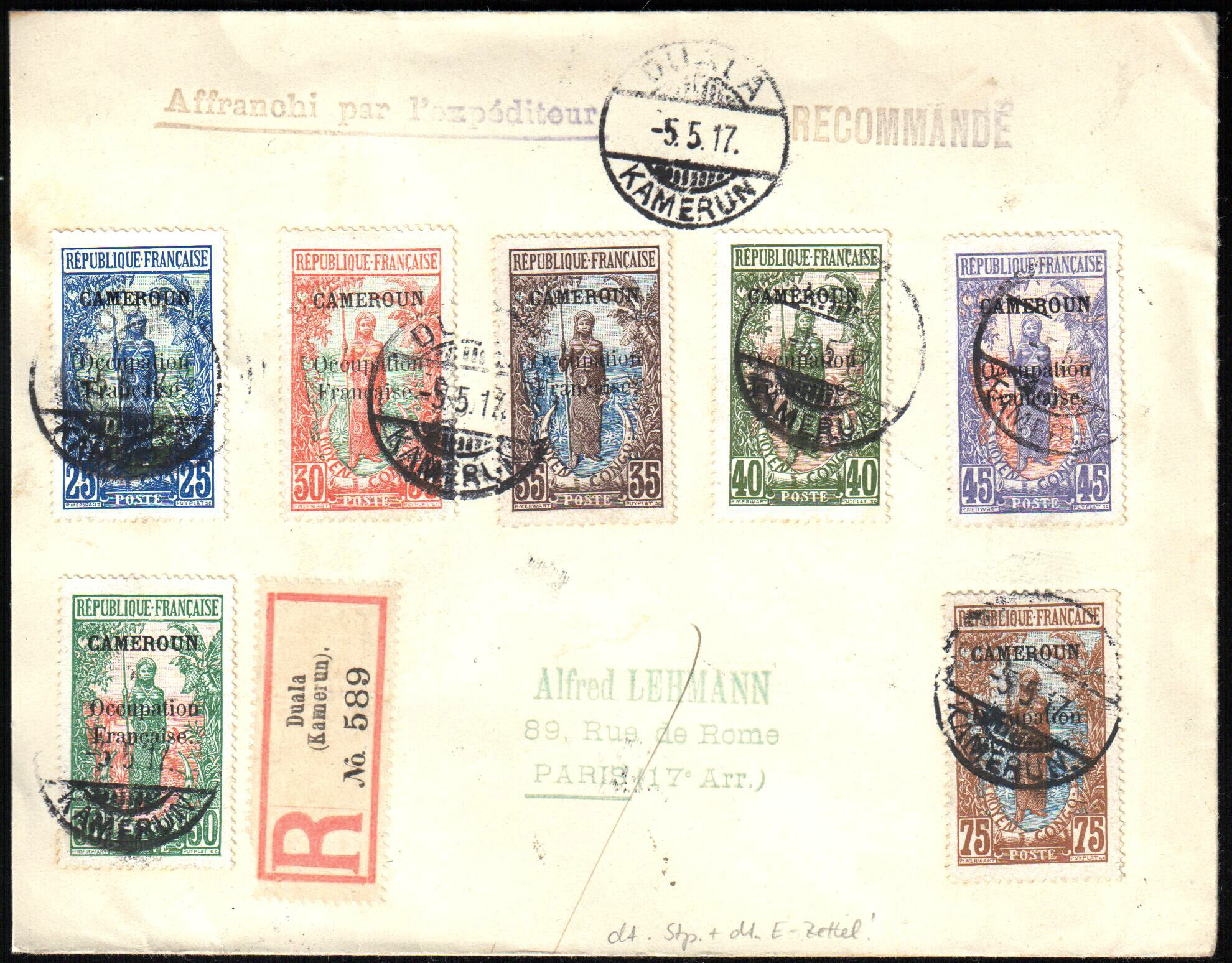
Обложка с марками французской оккупации.

Во время Первой мировой войны с 1914 по 1916 год территория была оккупирована войсками союзников. Марки Габона с надпечаткой Expeditionnaire Franco-Anglais Cameroun в 1915 году и марки Среднего Конго с надпечаткой Occupation Française du Cameroun в 1916 году использовались французскими войсками в Камеруне до 1920-х годов.

## Совместный мандат
В 1922 году Великобритания и Франция получили отдельные мандаты Лиги Наций. Во французском мандате, марки с надписью ‘Cameroun’ выпускались с 1925 года. Информацию о британском мандате см. в статье История почты и почтовых марок Британского Камеруна.

## Текущие проблемы

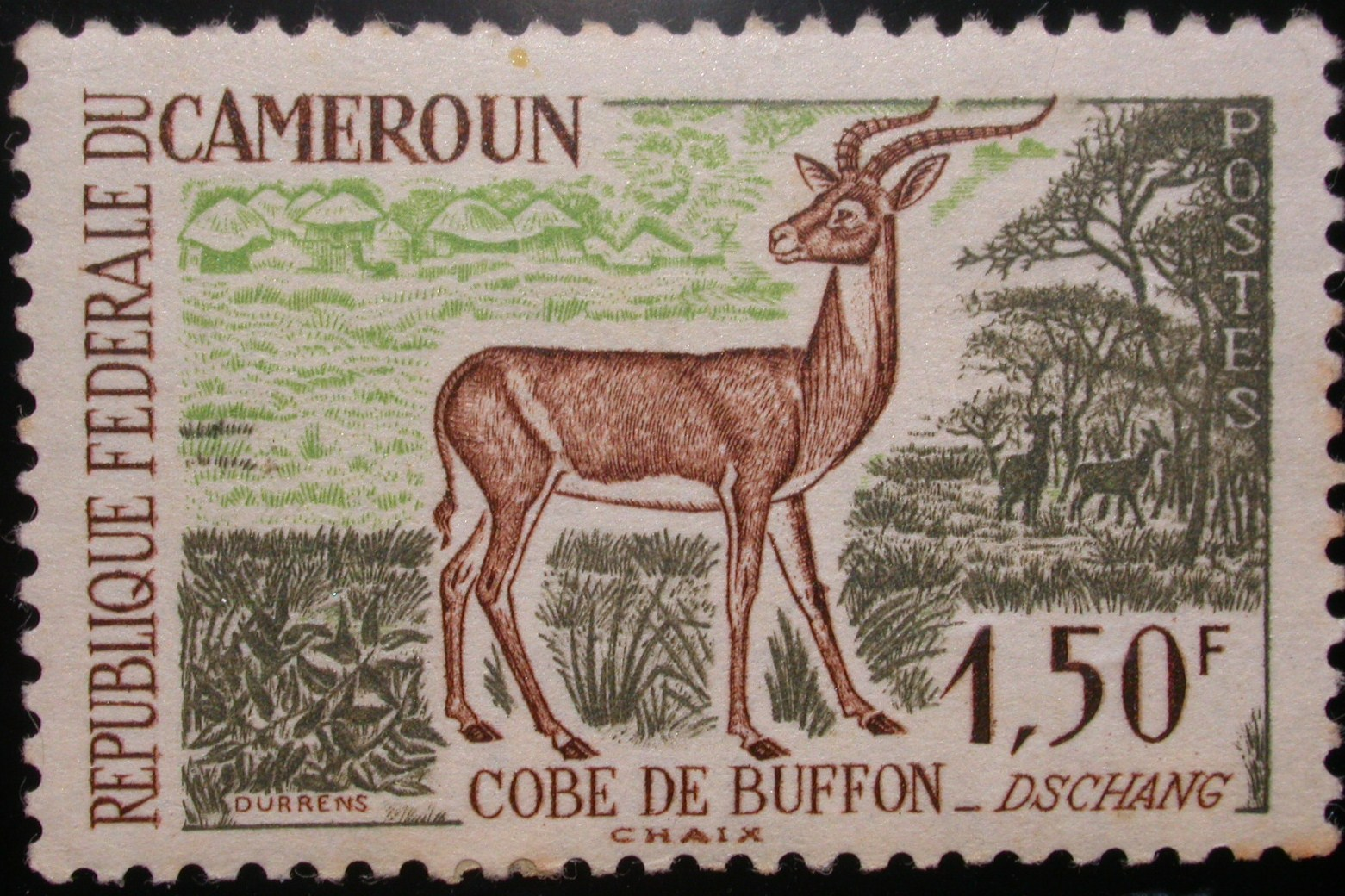
Марка Федеративной Республики Камерун, выпущенная в 1962 году.

Под французским мандатом Камерун стал независимой республикой в 1960 году. В 1961 году к Камеруну присоединилась южная часть Британского Камеруна, в результате чего образовалась Федеративная Республика Камерун. В 1972 году страна была переименована в Объединенную Республику Камерун, а в 1984 году — в Республику Камерун. Сегодня проблемы различаются в зависимости от используемого языка. Некоторые вопросы могут быть на французском языке при чтении Rèpublique du Cameroun и другие могут быть на английском при чтении Republic of Cameroon.